# Jacques de Mahieu
Jacques de Mahieu (1915 — 1990) foi um antropólogo franco-argentino e peronista. Escreveu vários livros sobre esoterismo, que misturava com teorias antropológicas inspiradas no racismo científico.
Colaborador na França de Vichy, tornou-se um ideólogo peronista na década de 1950, mentor de um grupo de jovens nacionalistas católicos romanos na década de 1960 e, mais tarde na vida, chefe do capítulo argentino do grupo neonazista espanhol CEDADE.

## Teorias sobre contatos pré-colombianos
De Mahieu escreveu sobre a América pré-colombiana e o nazismo esotérico. Ele viajou para o Paraguai para estudos antropológicos e afirmou que as tribos guayaki eram descendentes dos viquingues. Ele teria viajado ao Brasil em 1974, onde visitou o Parque Nacional de Sete Cidades no Piauí e considerou-o um assentamento viquingue. Seus livros sobre os templários alegam que eles se estabeleceram no México antes de Colombo.